# World Cup i bandy 2009
World Cup i bandy 2009 spelades i Göransson Arena i Sandviken i Sverige 15-18 oktober 2009 och vanns av Hammarby IF, Sverige son finalslog HK Zorkij, Ryssland med 6-2.
Sandviken tilldelades arrangörskapet för World Cup 2009 och 2010. Genom ett samarbete mellan Internationella Bandyförbundet (FIB), Ljusdal och Sandviken har en lösning hittats. World Cup kan spelas i Sandviken under två år tills Ljusdal har fått sin hall och återigen kan arrangera cupen. Det relativt milda vädret i Sverige i oktober har lett till att FIB kräver att World Cup ska spelas inomhus för att garantera bra is. 
Att förlägga turneringen till Sandviken blev en publikframgång .

## Gruppspel

### Grupp A
| Nr | Lag                    | S | V | O | F | +/-    | P |
| -- | ---------------------- | - | - | - | - | ------ | - |
| 1  | HK Jenisej Krasnojarsk | 3 | 2 | 1 | 0 | 14 - 6 | 5 |
| 2  | Hammarby IF            | 3 | 2 | 0 | 1 | 13 - 5 | 4 |
| 3  | Edsbyns IF             | 3 | 1 | 1 | 1 | 18 - 6 | 3 |
| 4  | Solberg SK             | 3 | 0 | 0 | 3 | 1 - 29 | 0 |

- 15 oktober 2009: HK Jenisej Krasnojarsk-Hammarby IF 4-2
- 15 oktober 2009: Edsbyns IF-Solberg SK 14-0
- 16 oktober 2009: Solberg SK-Hammarby IF 0-8
- 16 oktober 2009: Edsbyns IF-HK Jenisej Krasnojarsk 3-3
- 17 oktober 2009: Hammarby IF-Edsbyns IF 3-1
- 17 oktober 2009: HK Jenisej Krasnojarsk-Solberg SK 7-1

### Grupp B
| Nr | Lag                     | S | V | O | F | +/-     | P |
| -- | ----------------------- | - | - | - | - | ------- | - |
| 1  | Dynamo Moskva           | 3 | 2 | 1 | 0 | 16 - 4  | 4 |
| 2  | Sandvikens AIK          | 3 | 2 | 1 | 0 | 12 - 3  | 5 |
| 3  | Broberg/Söderhamn Bandy | 3 | 1 | 0 | 2 | 10 - 14 | 2 |
| 4  | OLS                     | 3 | 0 | 0 | 3 | 3 - 20  | 0 |

- 15 oktober 2009: Broberg/Söderhamn Bandy-OLS 9-1
- 15 oktober 2009: Sandvikens AIK-Dynamo Moskva 2-2
- 16 oktober 2009: OLS-Dynamo Moskva 1-6
- 16 oktober 2009: Broberg/Söderhamn Bandy-Sandvikens AIK 0-5
- 17 oktober 2009: Dynamo Moskva-Broberg/Söderhamn Bandy 8-1
- 17 oktober 2009: Sandvikens AIK-OLS 5-1

### Grupp C
| Nr | Lag          | S | V | O | F | +/-    | P |
| -- | ------------ | - | - | - | - | ------ | - |
| 1  | Västerås SK  | 3 | 2 | 1 | 0 | 12 - 3 | 5 |
| 2  | Raketa Kazan | 3 | 2 | 0 | 1 | 14 - 6 | 4 |
| 3  | Bollnäs GoIF | 3 | 1 | 1 | 1 | 12 - 4 | 4 |
| 4  | Stabæk IF    | 3 | 0 | 0 | 3 | 2 - 27 | 0 |

- 15 oktober 2009: Raketa Kazan-Stabæk IF 10-1
- 15 oktober 2009: Västerås SK-Bollnäs GoIF 1-1
- 16 oktober 2009: Stabæk IF-Bollnäs GoIF 0-9
- 16 oktober 2009: Raketa Kazan-Västerås SK 1-3
- 17 oktober 2009: Bollnäs GoIF-Raketa Kazan 2-3
- 17 oktober 2009: Västerås SK-Stabæk IF 8-1

### Grupp D
| Nr | Lag             | S | V | O | F | +/-    | P |
| -- | --------------- | - | - | - | - | ------ | - |
| 1  | HK Zorkij       | 3 | 2 | 1 | 0 | 14 - 8 | 5 |
| 2  | HC Kuzbass      | 3 | 2 | 0 | 1 | 17 - 8 | 4 |
| 3  | IK Sirius       | 3 | 1 | 1 | 1 | 9 - 10 | 3 |
| 4  | IFK Helsingfors | 3 | 0 | 0 | 3 | 4 - 18 | 0 |

- 15 oktober 2009: IK Sirius-HK Zorkij 3-3
- 15 oktober 2009: HC Kuzbass-IFK Helsingfors 7-2
- 16 oktober 2009: HK Zorkij-HC Kuzbass 5-4
- 16 oktober 2009: IK Sirius-IFK Helsingfors 5-1
- 16 oktober 2009: IFK Helsingfors-HK Zorkij 1-6
- 16 oktober 2009: HC Kuzbass-IK Sirius 6-1

## Slutspel

### Kvartsfinaler
- 17 oktober 2009: HK Jenisej Krasnojarsk-Sandvikens AIK 2-3
- 17 oktober 2009: Dynamo Moskva-Hammarby IF 1-5
- 17 oktober 2009: HK Zorkij-Raketa Kazan 2-1
- 17 oktober 2009: Västerås SK-HC Kuzbass 6-4

### Semifinaler
- 18 oktober 2009: Sandvikens AIK-Hammarby IF 3-3, 3-5
- 18 oktober 2009: HK Zorkij-Västerås SK 1-1, 2-1 efter straffslag

### Final
- 18 oktober 2009: Hammarby IF-HK Zorkij 6-2